# Ислам в Калужской области
Ислам в Калужской области в основном распространён среди представителей так называемых мусульманских этносов.
В регионе действует местная религиозная организация мусульман города Калуги «Сунна», входящая в духовное управление мусульман Европейской части России: «Московский Муфтият».

## Распространение
По данным переписи населения 2010 года, на территории Калужской области проживали такие мусульманские этносы, как татары, азербайджанцы, узбеки, таджики, лезгины, даргинцы, башкиры, чеченцы, казахи, киргизы, аварцы, табасараны, туркмены и другие. Однако на территории региона могут проживать также русские мусульмане. Наибольшую религиозную активность в регионе проявляют узбеки.

## История
Когда-то территория области входила в состав Золотой Орды, религией которой с 1320-х годов стал ислам.
Уже во времена Российской империи в разное время в Калуге отбывали ссылки последний крымский хан Шахин Герай, хан Младшего джуза Арынгазы-хан и имам Дагестана и Чечни Шамиль.
В 2002 году была основана первая мечеть в Калуге, носящая название «Сунна», её строительство велось на деньги членов местной общины. Некоторые калужане были недовольны активностью мусульман, вёлся сбор подписей за отмену разрешения на ведение строительства. Сооружение располагается в микрорайоне Анненки, по адресу улица Анненки, 23.
Несмотря на наличие мечети, калужские мусульмане периодически жалуются на отсутствие мусульманского кладбища и святынь. 